# Nowopole (rejon oszmiański)
Nowopole (biał. Наваполле; ros. Новополье) − wieś na Białorusi, w obwodzie grodzieńskim, w rejonie oszmiańskim, w sielsowiecie Kolczuny.

## Historia
W czasach zaborów wieś i folwark w gminie Graużyszki, w powiecie oszmiańskim, w guberni wileńskiej Imperium Rosyjskiego należąca do rodziny szlacheckiej Piaseckich. W 1866 wieś liczyła 4 domy i 22 mieszkańców, folwark 1 dom i 11 mieszkańców. W 1905 roku wieś liczyła 81 mieszkańców, folwark należący do Odachowskiego liczył 17 mieszkańców.
W latach 1921–1945 wieś i folwark leżały w Polsce, w województwie wileńskim, w powiecie oszmiańskim, w gminie Graużyszki.
W 1931 wieś w 17 domach zamieszkiwało 96 osób, folwark w 3 – 20 osób.
Wierni należeli do parafii rzymskokatolickiej w Graużyszkach. Miejscowość podlegała pod Sąd Grodzki w Holszanach i Okręgowy w Wilnie; właściwy urząd pocztowy mieścił się w Graużyszkach.